# Махріна Надія Олександрівна
Наді́я Олекса́ндрівна Ма́хріна (нар. 27 грудня 1929, Бузулук, Оренбурзька область, РРФСР) — українська вишивальниця, заслужений майстер народної творчості УРСР.

## Біографія
Народилася 27 грудня 1929 року в місті Бузулук, нині Оренбурзької області.
Українська вишивальниця, заслужений майстер народної творчості УРСР (1960); праці в царині портретної вишивки, автор портретів: В. І. Леніна, О.Кобилянської, І. Я. Франка, Т. Г. Шевченка.